# José Joaquín Guarín
José Joaquín Guarín (* 1825; † 4. Dezember 1854 in Bogotá) war ein kolumbianischer Komponist.

## Leben
Guarín nahm eine führende Rolle in der Musik Kolumbiens im 19. Jahrhundert ein. 1848 gründete er in Bogotá die Sociedad lírica, die sich dem Studium und der Aufführung kirchenmusikalischer Werke widmete.
Von bleibender Bedeutung ist sein Requiem Oficio di Difuntos. Großer Beliebtheit erfreuten sich über Kolumbien hinaus seine Contradanzas, die als gelungene Werke der Salonmusik anzusehen sind.
| Personendaten    | Personendaten             |
| ---------------- | ------------------------- |
| NAME             | Guarín, José Joaquín      |
| KURZBESCHREIBUNG | kolumbianischer Komponist |
| GEBURTSDATUM     | 1825                      |
| GEBURTSORT       | Bogotá, Kolumbien         |
| STERBEDATUM      | 4. Dezember 1854          |
| STERBEORT        | Bogotá                    |